# Corydoras nattereri
Corydoras nattereri is een straalvinnige vissensoort uit de familie van de pantsermeervallen (Callichthyidae). De wetenschappelijke naam van de soort is voor het eerst geldig gepubliceerd in 1876 door Franz Steindachner.
Het is een zoetwatervissensoort die voorkomt in de kustrivieren van Zuidoost-Brazilië. Ze is genoemd naar Johann Natterer die ze op zijn expedities in Zuid-Amerika ontdekte.